# Georgia del Sud e Isole Sandwich Australi
La Georgia del Sud e Isole Sandwich Australi (in inglese: South Georgia and the South Sandwich Islands) è un territorio britannico d'oltremare situato nel Sud Atlantico. Si tratta di un insieme di isole remote ed inospitali, consistente della Georgia del Sud e di un arcipelago di piccole isole note come Isole Sandwich Australi. La Georgia del Sud è lunga 165 km e larga tra 1 e 35 km ed è di gran lunga la maggiore isola del territorio. Le Isole Sandwich Australi sorgono circa 700 km a sud-est della Georgia del Sud. L'area totale del territorio ammonta a 3.903 km².
Sulle isole non vi è popolazione permanente. Gli attuali abitanti sono ufficiali del governo britannico, scienziati e staff di supporto del British Antarctic Survey che lavorano in basi scientifiche sull'Isola di Bird e nella capitale, King Edward Point, come anche uno staff museale nella vicina Grytviken. Il Regno Unito rivendicò la sovranità sulla Georgia meridionale nel 1775 e sulle Isole Sandwich Australi nel 1908. Il territorio della "Georgia del Sud e Isole Sandwich Australi" fu costituito nel 1985; in precedenza era stato governato come parte della Dipendenza delle Isole Falkland.
L'Argentina rivendicò la Georgia del Sud nel 1927 e le Isole Sandwich Australi nel 1938. L'Argentina mantenne una stazione navale, Corbeta Uruguay, sull'isola di Thule nelle Isole Sandwich Australi dal 1976 al 1982, quando fu chiusa dalla Royal Navy. Le rivendicazioni argentine sulla Georgia del Sud contribuirono alla guerra delle Falkland/Malvinas del 1982, durante la quale le forze argentine occuparono per un breve periodo l'isola. L'Argentina continua a rivendicare la sovranità sulla Georgia del Sud e sulle Isole Sandwich Australi.

## Storia

### Georgia del Sud
Si dice che l'isola della Georgia del Sud sia stata avvistata per la prima volta nel 1675 da Anthony de la Roché, un mercante londinese, e fu chiamata Isola Roche su diverse mappe dell'epoca; fu avvistata anche dalla nave commerciale spagnola León, che operava al largo di Saint-Malo il 28 o 29 giugno 1756. In un certo momento, fu confusa con la Pepys Island, che fu "scoperta" da William Dampier Ambrose Cowley nel 1683 ma si rivelò poi essere un'isola fantasma.
Il capitano James Cook circumnavigò l'isola nel 1775 e vi approdò per primo; rivendicò il territorio a nome del Regno di Gran Bretagna e la chiamò "isola di Georgia" in onore di Re Giorgio III. Le iniziative britanniche per il governo della Georgia del Sud nacquero nel 1843 con lettere patenti britanniche.
Nel 1882-1883 una spedizione tedesca in occasione del primo anno polare internazionale stazionò a Royal Bay, nel sud-est dell'isola. Gli scienziati del gruppo osservarono il transito di Venere e registrarono le onde prodotte dall'eruzione del Krakatoa nel 1883.
Nel XIX secolo la Georgia del Sud fu una base per la caccia alla foca e alla balena, finché la caccia alla balena non terminò negli anni sessanta del XX secolo. Un norvegese, Carl Anton Larsen, istituì la stazione baleniera e la prima abitazione permanente a Grytviken nel 1904. Fu gestita dalla Compagnia di Pesca Argentina, che si stabilì a Grytviken. La stazione rimase in funzione fino al 1965.
Le stazioni per la caccia alla balena operarono su licenze rilasciate dal governatore britannico delle isole Falkland; le sette basi, tutte sulla costa settentrionale con porti protetti erano, a partire da ovest:
- Prince Olav Harbour (nel periodo 1911–1916 fu una nave officina e nel periodo 1917–1931 fu una piccola base a terra)
- Leith Harbour (1909–1965)
- Stromness (dal 1907 nave officina, base a terra nel periodo 1913–1931, cantiere di riparazione fino al 1960/1961)
- Husvik (dal 1907 nave officina, base a terra nel periodo 1910–1960, non in servizio nel periodo 1930–1945)
- Grytviken (1904–1964)
- Godthul (1908–1929, era solo una base rudimentale, le principali operazioni avvenivano su navi officina)
- Ocean Harbour (1909–1920)

Le basi per la caccia alla balena erano luoghi non piacevoli e pericolosi in cui lavorare; una fu definita "un ossario bollente nella vaselina" da un visitatore dell'inizio del XX secolo. I suoi "vapori putridi assomigliavano alla puzza di pesce cattivo, letame, di conceria mescolati insieme", scrisse Tim Flannery, che annotò un pericolo bizzarro: "una balena in putrefazione potrebbe riempirle di gas fino ad esplodere, espellendo un feto delle dimensioni di un veicolo a motore con forza sufficiente ad uccidere un uomo."
Con la fine dell'industria delle balene, le basi furono abbandonate. Eccetto alcuni edifici preservati come il museo e la chiesa luterana a Grytviken, rimangono solo alcuni resti decadenti.

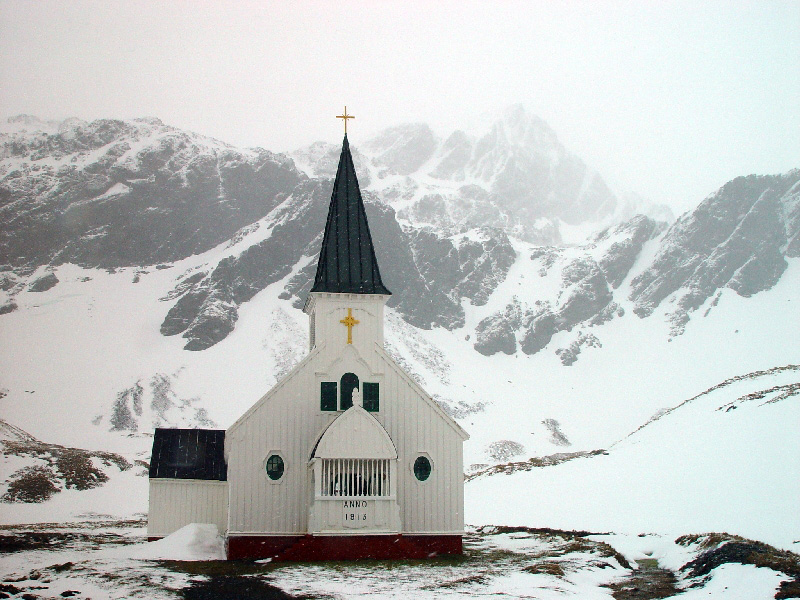
La chiesa di Grytviken

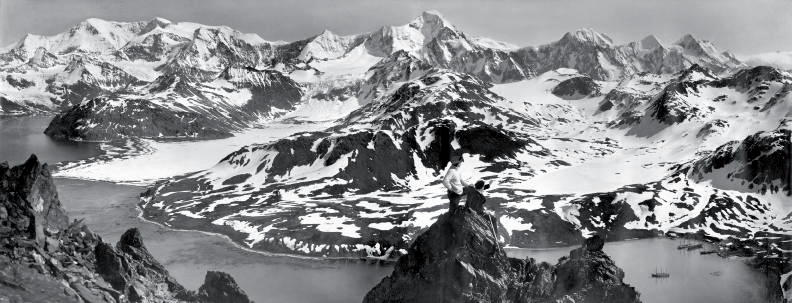
Vista panoramica della Georgia del Sud ripresa da Frank Hurley durante la spedizione imperiale trans-antartica.

Dal 1905 l'Ufficio Meteorologico Argentino cooperò nella gestione di un osservatorio meteorologico a Grytviken con i requisiti delle licenze britanniche delle basi per la caccia alle balene, finché questi non cambiarono nel 1949.
Nel 1908 il Regno Unito emise ulteriori lettere patenti che istituirono modifiche costituzionali per i suoi possedimenti nell'Atlantico meridionale. Le lettere patenti riguardavano la Georgia del Sud, le Isole Orcadi Meridionali, le Isole Shetland Meridionali, le Isole Sandwich Australi e la Terra di Graham. La rivendicazione fu estesa nel 1917 per coprire un settore dell'Antartide fino al Polo Sud.
Nel 1909 fu istituito un centro amministrativo e residenziale a King Edward Point su Georgia del Sud, presso la stazione baleniera di Grytviken. Un magistrato residente fungeva da amministratore locale britannico ed esercitava il possesso effettivo, l'applicazione della legge britannica e la regolamentazione di tutte le attività economiche e scientifiche nel territorio, che era allora governato come dipendenza delle isole Falkland.
Nel 1912 circa fu avvistata quella che secondo alcune fonti è la più grande balena mai catturata: una balenottera azzurra di 33,58 metri che si spiaggiò a Grytviken.
Nell'aprile 1916 la spedizione imperiale trans-atlantica di Ernest Shackleton si arenò sull'isola Elephant, a circa 1.300 km a sud-ovest della Georgia del Sud. Shackleton e cinque compagni partirono con una piccola imbarcazione per cercare aiuto, e il 10 maggio dopo un viaggio epico arrivarono alla Baia di re Haakon, sulla costa meridionale della Georgia del Sud. Mentre tre compagni attesero sulla costa, Shackleton e due altri, Tom Crean e Frank Worsley percorsero i 35 km sulla cresta dell'isola montagnosa per raggiungere aiuti alla base baleniera di Stromness. I restanti 22 membri della spedizione, che rimasero sull'isola Elephant, furono in seguito tratti in salvo. Nel gennaio 1922, durante una successiva spedizione, Shackleton morì a bordo della nave ormeggiata a King Edward Cove, nella Georgia del Sud. L'esploratore è seppellito a Grytviken. Le ceneri di un altro famoso esploratore antartico, Frank Wild, il secondo di Shackleton nella spedizione imperiale trans-antartica, furono seppellite accanto a Shackleton nel 2011.
L'Argentina rivendicò la Georgia del Sud nel 1927.

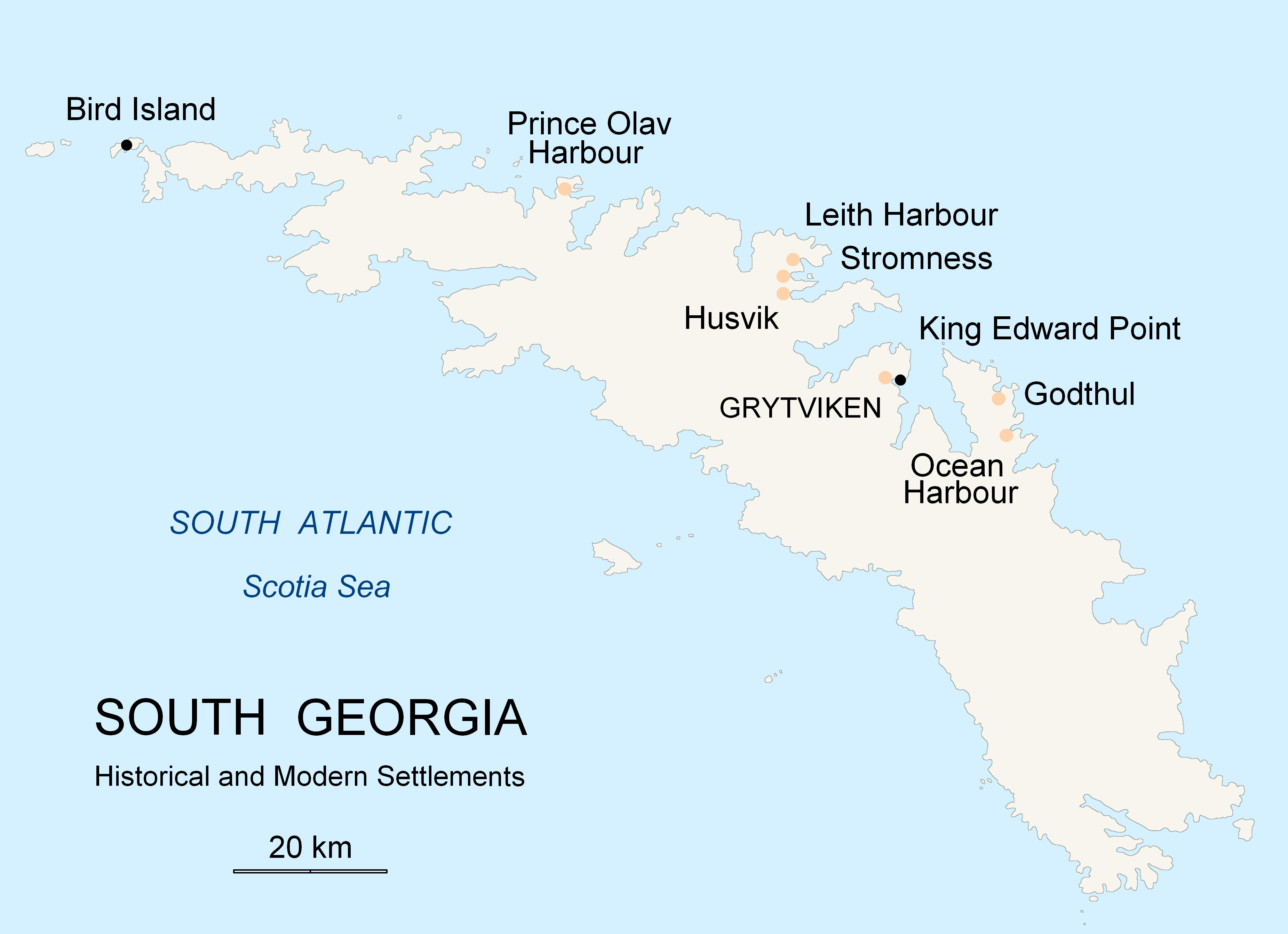
Insediamenti storici e moderni dell'isola della Georgia del Sud.

Durante la seconda guerra mondiale la Royal Navy schierò una nave mercantile armata per pattugliare le acque antartiche e della Georgia del Sud contro le incursioni naziste, insieme a due cannoni installati sulla costa per proteggere la Baia di Cumberland e la Baia di Stromness, che erano equipaggiate con volontari delle baleniere norvegesi. La base di King Edward Point fu ingrandita per diventare un centro di ricerca nel 1949-1950 dal British Antarctic Survey, che fino al 1962 venne chiamato "Falkland Islands Dependencies Survey".

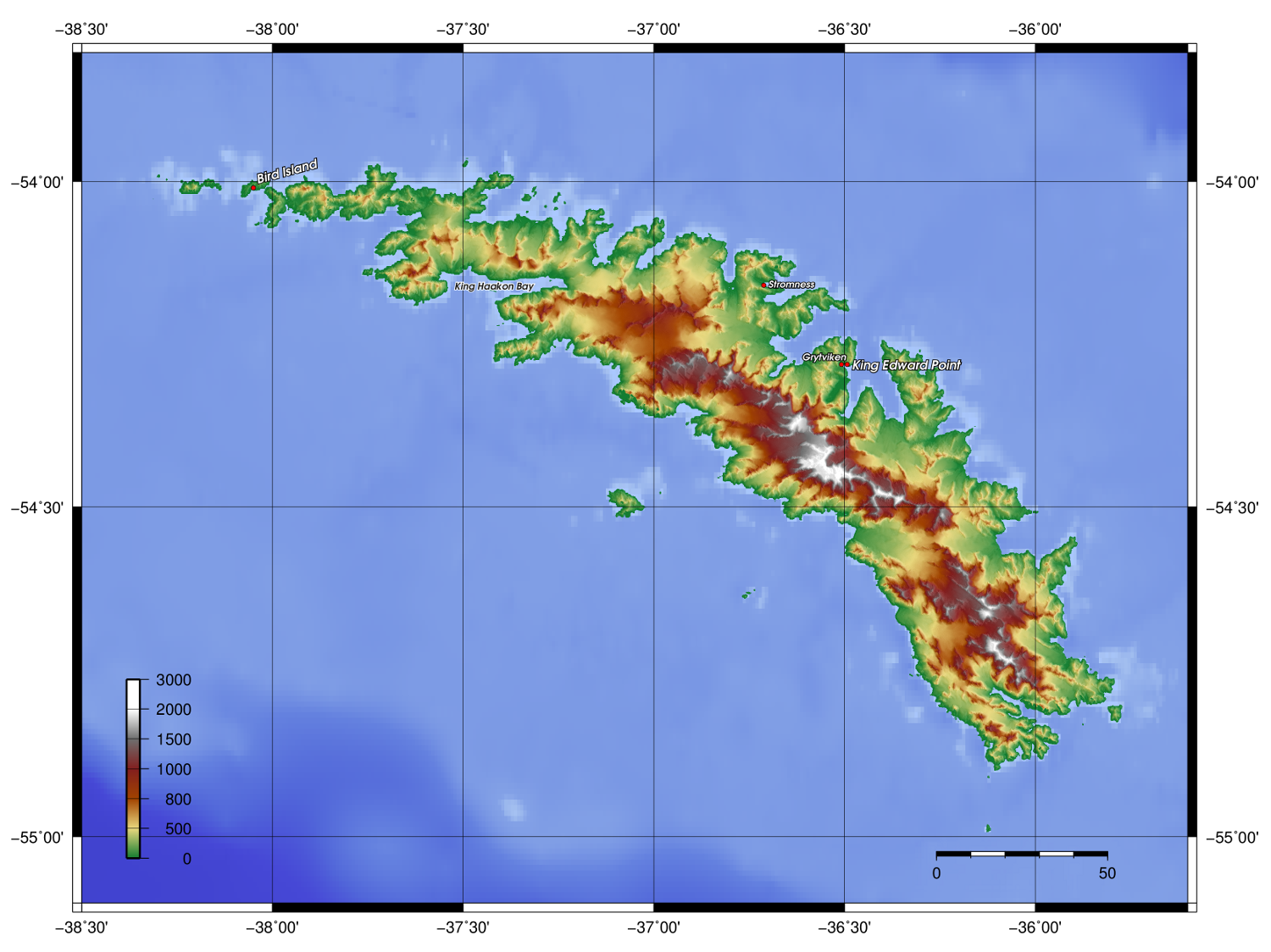
Topografia dell'isola della Georgia del Sud.

La guerra delle Falkland fu avviata il 19 marzo 1982 quando un gruppo di argentini (principalmente della marina), occuparono la base baleniera abbandonata di Leith Harbour nella Georgia del Sud. Il 3 aprile le truppe argentine attaccarono e occuparono Grytviken. Tra gli ufficiali della guarnigione argentina vi era Alfredo Astiz, capitano della marina argentina che, anni dopo, fu accusato di crimini commessi durante la guerra sporca in Argentina.
L'isola fu riconquistata dalle forze britanniche il 25 aprile nell'Operazione Paraquet; nel 1985 la Georgia del Sud e le Isole Sandwich Australi smisero di essere amministrate come Dipendenza delle Isole Falkland e divennero un territorio separato. La base di King Edward Point, che dopo la guerra delle Falkland era divenuta una piccola guarnigione militare, ritornò ad uso civile nel 2001 ed è ora gestita dal British Antarctic Survey.

### Isole Sandwich Australi
Il capitano James Cook scoprì le otto isole Meridionali delle Sandwich nel 1775, anche se raggruppò insieme le tre più Meridionali, e il loro status come isole singole non fu stabilito fino al 1820 da Fabian Gottlieb von Bellingshausen. Le tre isole settentrionali furono scoperte da Bellingshausen nel 1819. Le isole furono chiamate inizialmente "Terra Sandwich" da Cook, anche se egli notò che potevano essere un gruppo di isole piuttosto che un corpo unico. Il nome fu scelto in onore di John Montagu, IV conte di Sandwich, primo lord dell'ammiragliato. L'aggettivo "Australi" fu aggiunto in seguito per distinguerle dalle "Isole Sandwich", ora conosciute come isole delle Hawaii.
L'Argentina rivendicò le Sandwich Meridionali nel 1938, e sfidò la sovranità britannica delle isole in diverse occasioni. Dal 25 gennaio 1955 a metà del 1956 l'Argentina tenne una stazione estiva, la Teniente Esquivel presso Ferguson Bay, sulla costa sud-orientale di Thule. L'Argentina mantenne una base navale (Corbeta Uruguay) dal 1976 al 1982, nella costa sud-orientale della stessa isola. Anche se il Regno Unito scoprì la presenza della base argentina nel 1978, protestò e tentò di risolvere il problema per via diplomatica, non fu fatto alcuno sforzo per tentare di rimuoverla fino a dopo la guerra delle Falkland. La base fu poi rimossa il 20 giugno 1982.
Il 10 febbraio 2008 un terremoto di magnitudo 6.5 ebbe epicentro a 205 a sud-sud-est dell'isola di Bristol. Il 30 giugno 2008 alle 06:17:53 UTC un terremoto di magnitudo 7.0 colpì la regione; il suo epicentro fu a 58.160S 21.893W, 283 km a est-nord-est (73 gradi) dell'isola di Bristol. Lo United States Geological Survey riportò un altro terremoto di magnitudo 7.3 avvenuto alle 10:04 EDT il 15 luglio 2013, a 216 km a sud-sud-est dell'isola di Bristol, a una profondità di 31,3 km. L'epicentro fu situato a 2.230 km a sud-est di Stanley, nelle isole Falkland. Un altro terremoto di importante intensità (7.4 di magnitudo) è stato registrato il 20 agosto 2016.

## Geografia

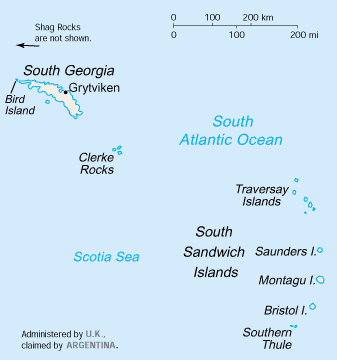
Mappa CIA delle isole.

La Georgia del Sud e Isole Sandwich Australi sono un insieme di isole nell'Oceano Atlantico meridionale. Gran parte delle isole, che si innalzano ripidamente dal mare, sono frastagliate e montagnose. Alle elevazioni maggiori, le isole sono permanentemente coperte da nevi e ghiacci.

### Gruppo della Georgia del Sud
La Georgia del Sud sorge a circa 1.390 km a est-sud-est delle isole Falkland, a 54°–55°S, 36°–38°W. Comprende l'isola della Georgia del Sud (di gran lunga la maggiore del territorio) e le isole che stanno negli immediati dintorni, oltre ad alcune isole e isolette remote ad ovest e ad est-sud-est. Ha un'area totale di 3.756 km², incluse le isole satellite (ma escludendo le Sandwich Meridionali che formano un gruppo separato di isole).

#### Isole del gruppo della Georgia del Sud
L'isola della Georgia del Sud sorge a 54° 15' S, 36° 45' W ed ha un'area di 3.528 km². È montagnosa e per la gran parte sterile. Undici cime si innalzano sopra i 2.000 metri di altezza, e le loro pendici sono solcate da profonde gole piene di ghiacciai; il maggiore è il ghiacciaio Fortuna. La cima più alta è il monte Paget, della catena Allardyce, con i suoi 2.934 metri s.l.m.
Geologicamente, l'isola consiste di gneiss e scisto argilloso con altri strati sedimentali in cui sono stati ritrovati fossili. L'isola, come le isole Falkland, è un frammento di una massa di terra maggiore, oggi scomparsa; si tratta probabilmente di una ex estensione del sistema andino.
Tra le isole e isolette minori al largo della costa della Georgia del Sud vi sono:
- Isola di Annenkov
- Isola di Bird
- Isola di Cooper
- Isola di Grass
- Jomfruene
- Isole di Pickersgill
- Isole di Welcome
- Isole di Willis
- Isola Trinity

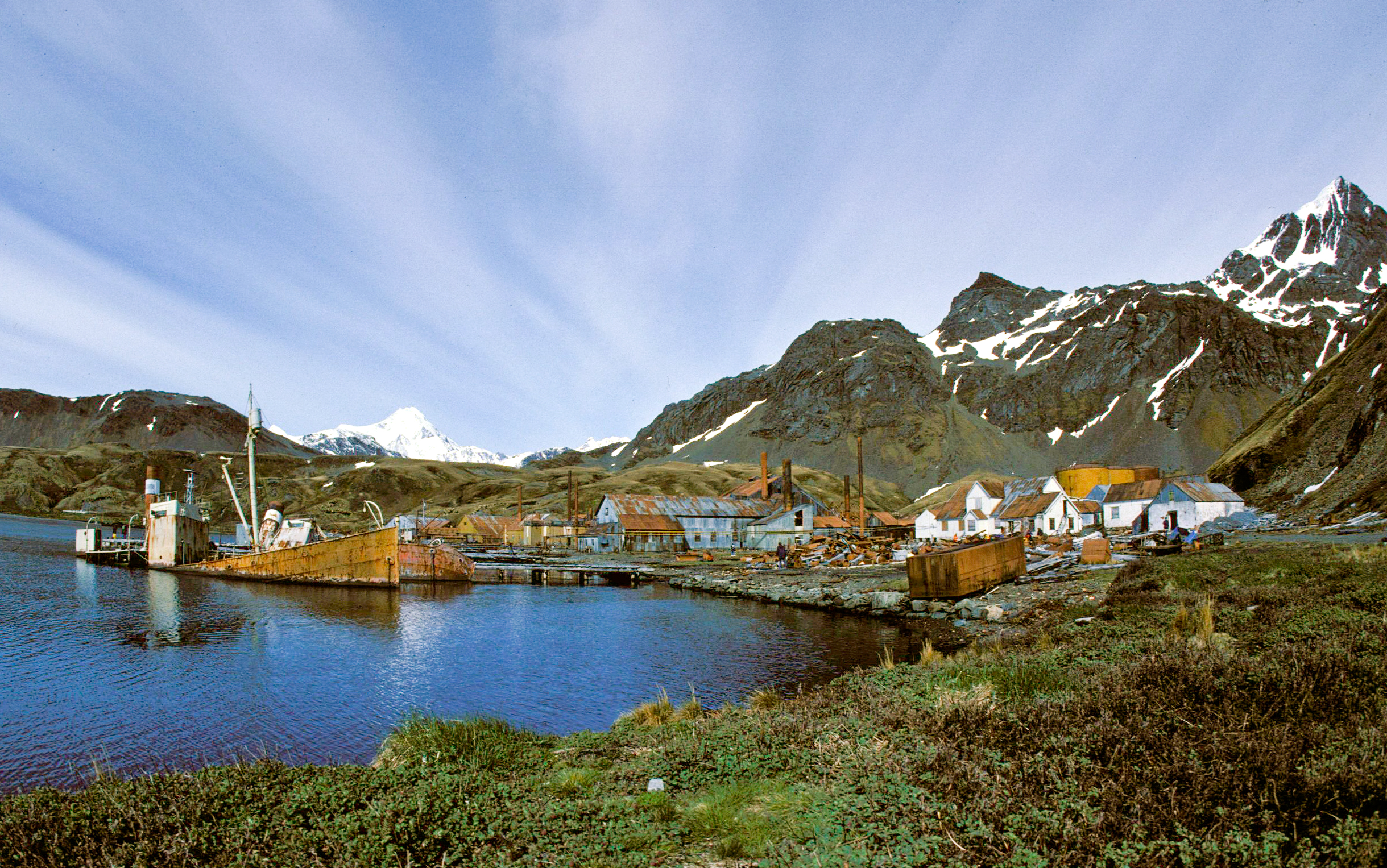
Panorama di Grytviken.

Le seguenti rocce remote sono anche considerate parte del gruppo della Georgia del Sud:
- Shag Rocks a 240 km ovest/nord-ovest dell'Isola della Georgia del Sud
- Black Rock a 169 km ovest/nord-ovest dell'Isola della Georgia del Sud e a 16 km sud-ovest dei Shag Rocks
- Clerke Rocks a 56 km est-sudest dell'Isola della Georgia del Sud
- The Office Boys a 70 km a est/sud-est dell'estremità sud-est dell'Isola della Georgia del Sud e all'estremità nord delle Clerke Rocks

### Gruppo delle Isole Sandwich Australi

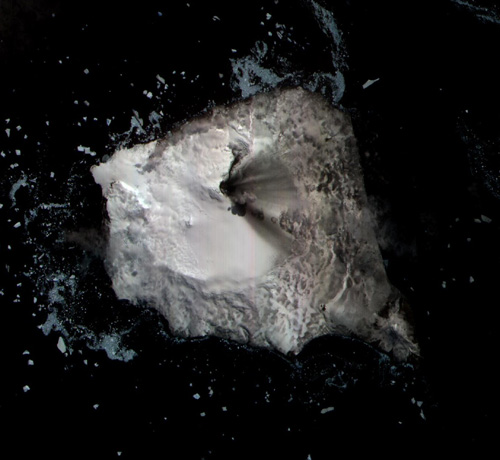
Fotografia satellitare della NASA dell'isola Montagu.

Le Isole Sandwich Australi o Sandwich del Sud (in spagnolo: Islas Sandwich del Sur) comprendono 11 isole in prevalenza vulcaniche (escluse le piccole isole satelliti e le rocce al largo), con alcuni vulcani attivi. Esse formano un arco insulare che va da nord a sud nella regione 56°18'–59°27'S, 26°23'–28°08'W, tra 560 km e 800 km a sud-est della Georgia del Sud.
La parte più settentrionale delle Isole Sandwich Australi formano le isole Traversay e le isole Candlemas, mentre le isole più a sud costituiscono le isole Thule Meridionali. Le tre maggiori isole, Saunders, Montagu e Bristol, sorgono tra i due gruppi. Il picco più alto delle isole è Monte Belinda, 1.370 metri di altezza sull'isola Montagu.
Le Isole Sandwich Australi sono disabitate, anche se su Thule tra il 1976 ed il 1982 vi fu una presenza permanente argentina nella stazione di ricerca. Su Thule e Zavodovski vi sono stazioni meteorologiche automatiche. A nord-ovest dell'isola di Zavodovski si trova i l Protector Shoal, un vulcano sottomarino.
- Isole Traversay
  - Isola di Leskov
  - Isola di Visokoi
  - Isola di Zavodovski
- Isole Candlemas
  - Isola di Candlemas
  - Isola di Vindication
- Isola di Bristol
- Isola Montagu
- Isola di Saunders
- Isole Thule Meridionali o del Sud
  - Isola di Bellingshausen
  - Isola di Cook
  - Isola di Thule

### Clima
Il clima delle isole è classificato come polare per via della sua vicinanza all'Antartide, con temperature massime che vanno dagli 0 °C di agosto agli 8 °C dei mesi estivi (gennaio-febbraio), tuttavia le minime anche in inverno raramente scendono sotto i -10 °C. Le precipitazioni sono attorno ai 1500 mm e avvengono in gran parte sotto forma di nevischio o neve, e possono avvenire in qualsiasi periodo dell'anno.
| Dati meteo all'isola di Bird (1961-1990) | Mesi | Mesi | Mesi | Mesi | Mesi | Mesi | Mesi | Mesi | Mesi | Mesi | Mesi | Mesi | Stagioni | Stagioni | Stagioni | Stagioni | Anno  |
| Dati meteo all'isola di Bird (1961-1990) | Gen  | Feb  | Mar  | Apr  | Mag  | Giu  | Lug  | Ago  | Set  | Ott  | Nov  | Dic  | Est      | Aut      | Inv      | Pri      | Anno  |
| ---------------------------------------- | ---- | ---- | ---- | ---- | ---- | ---- | ---- | ---- | ---- | ---- | ---- | ---- | -------- | -------- | -------- | -------- | ----- |
| T. max. media (°C)                       | 5,5  | 5,6  | 4,4  | 1,9  | −0,5 | −1,8 | −2,4 | −1,9 | −0,2 | 1,6  | 3,4  | 4,5  | 5,2      | 1,9      | −2,0     | 1,6      | 1,7   |
| T. media (°C)                            | 3,1  | 3,5  | 2,5  | 0,4  | −2,1 | −3,2 | −3,9 | −3,3 | −1,8 | −0,2 | 1,0  | 2,0  | 2,9      | 0,3      | −3,5     | −0,3     | −0,2  |
| T. min. media (°C)                       | 0,7  | 1,4  | 0,6  | −1,0 | −3,8 | −4,6 | −5,4 | −4,8 | −3,4 | −1,9 | −1,5 | −0,6 | 0,5      | −1,4     | −4,9     | −2,3     | −2,0  |
| Precipitazioni (mm)                      | 84   | 80   | 95   | 123  | 108  | 108  | 120  | 114  | 107  | 98   | 88   | 77   | 241      | 326      | 342      | 293      | 1 202 |

## Amministrazione

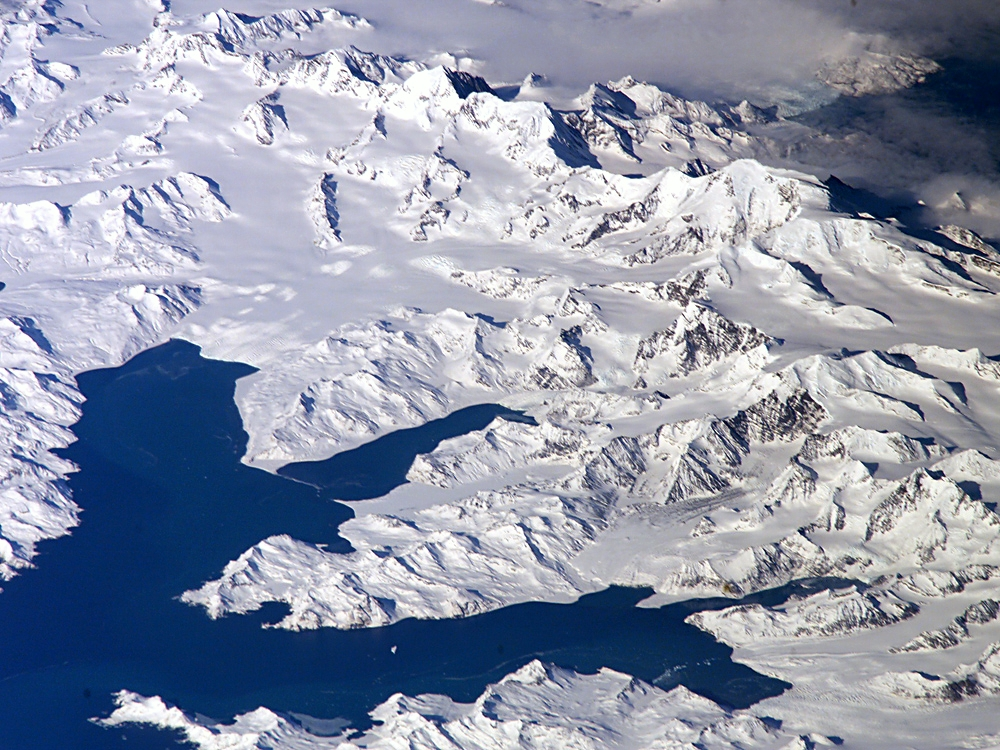
Golfo di Cumberland con penisola di Thatcher e Grytviken

Il potere esecutivo appartiene al re ed è esercitato dal Civil Commissioner, posizione ricoperta dal Governatore delle Isole Falkland. All'Assistente del Commissioner sono affidati i compiti politici e la gestione delle licenze di pesca, vi è inoltre un Operations Manager incaricato degli aspetti amministrativi legati al territorio.
Sulle isole non vi è popolazione permanente, non c'è consiglio legislativo e non si tengono elezioni. Il Foreign Office britannico gestisce le relazioni estere del territorio.
I due istituti britannici di presidio, quello militare e quello scientifico, svolgono autonomamente i loro compiti di gestione, con avvicendamento del personale sotto controllo del governo britannico. Le relazioni diplomatiche sono gestite direttamente dal Foreign Office. Occupate dagli argentini durante la guerra delle Falkland nel 1982, vennero riconquistate dai britannici durante l'Operazione Paraquet, e da allora i territori celebrano il giorno della liberazione (14 giugno).

## Economia
Poiché la popolazione della Georgia del Sud e Isole Sandwich Australi è davvero ridottissima, a causa del clima rigido e alla distanza dal continente, l'attività economica è molto limitata. Le entrate del territorio derivano da:
- erogazione di licenze di pesca
- turismo sotto forma di oneri di attracco richiesti alle navi
- emissione di francobolli prodotti e stampati nel Regno Unito

## Ambiente
Agli inizi del XX secolo, alcune renne provenienti dalla Norvegia furono introdotte nella Georgia del Sud. Sebbene l'immagine di una renna compaia sulla bandiera e sullo stemma del Territorio, questo animale è stato totalmente eradicato dall'isola a partire dal 2011 a causa dei danni che arrecava all'ambiente.